# Красимиха
Красимиха — деревня в Харовском районе Вологодской области.
Входит в состав Азлецкого сельского поселения, с точки зрения административно-территориального деления — в Азлецкий сельсовет.
Расстояние по автодороге до районного центра Харовска — 57 км, до центра муниципального образования Поповки — 3 км. Ближайшие населённые пункты — Зародиха, Мелентьевская, Уласовская, Купаиха.
По переписи 2002 года население — 25 человек (8 мужчин, 17 женщин). Преобладающая национальность — русские (96 %).